# 90502 Buratti
90502 Buratti este o planetă minoră (asteroid), cu un diametru de 9,082 km, din centura de asteroizi. A fost descoperită pe 12 martie 2004 la Observatorul Palomar de Near Earth Asteroid Tracking și a fost numită după Bonnie Buratti⁠(d). 
Obiectul prezintă o orbită caracterizată de o semiaxă mare de 3,9816476069612 UAi, o excentricitate de 0,19, o înclinație de 9,1 ° în raport cu ecliptica.